# 641 Agnes
641 Agnes
641 Agnes là một tiểu hành tinh ở vành đai chính. Nó được Max Wolf phát hiện ngày 8.9.1907 ở Heidelberg và được đặt tên là Agnes. Không biết rõ nguồn gốc tên của nó